# Взятие редута
«Взятие редута» (фр. L’enlèvement de la redoute) — новелла французского писателя Проспера Мериме, впервые опубликованная осенью 1829 года в газете La Revue française.

## Сюжет
Действие новеллы происходит в 1812 году, во время русского похода Наполеона. Повествование ведётся от лица лейтенанта французской армии, впоследствии погибшего в Греции. Лейтенант, только что окончивший офицерскую школу, прибыл к войскам накануне Бородинской битвы. Во главе роты он принял участие в штурме Шевардинского редута и оказался единственным уцелевшим офицером.